# Cleora berylaria
Cleora berylaria là một loài bướm đêm trong họ Geometridae.